# Іл-Арслан
Іл-Арслан (*д/н —7 березня 1172) — хорезмшах у 1156—1172 роках. Повне ім'я Тадж ад-Дун'я ва ад-Дін Абул-Фатх Іл-Арслан ібн Атсиз.

## Життєпис
Походив з династії Ануштегінідів. Син хорезмшаха Атсиза. Про дату народження нічого невідомо. Замолоду супроводжував батька у військових походах. У 1152 році призначено намісником міста Дженд. У 1156 році брав участь у поході на Хорасан. після смерті батька того ж року рушив на столицю Гургандж, де відправив у вигнання свого молодшого брата Сулейман-шаха і стратив його атабека Огул-бека і тих представників знаті, які намагалися посадити на трон хорезмшахів Сулейман-шаха. Потім він стратив свого стрийка Юсуфа і засліпив брата хімані-хана, який через три дні помер (за іншою версією, покінчив життя самогубством). Слідом за цим його визнано хорезмшахом з боку султана Ахмада Санджара.
Новий хорезмшах стикнувся з численними загрозами: кочовими тюрками з півночі, які захопили Дженд і Мангишлак, кара-китаями (на сході), кочовими огузами (на півдні). Водночас в Хорасані розпочалася боротьба між різними емірами та ханами. У 1158 році надав прихисток хану карлуків Лачін-беку, який втік після поразки від Алі Чагрі-хана, правителя Самарканду. У битві біля річки Зеравшан Іл-Арслан переміг кара-китаїв, змусивши останніх повернути землі карлукам. Водночас встановив владу над Бухарою.
В цей час еміри поділили Хорасан між собою. Наймогутнішим став Муайїд Ай-Аба, який підкорив міста Тус, Нішапур, Абівард, Шахрістан, Бістам, Дамгап, Куміс, визнавши зверхність Арслан-шаха, султана Іраку. У 1163 році Іл-Арслан виступив проти Муайїда Ай-Аби, взявши в облогу місто Нішапур, проте не зміг його взяти. Після відступу хорезмшаха Ай-Аба рушив на місто Нас, де правив незалежний емір Омар ібн хамза. Іл-Арслан вирішив перешкодити цьому, змусивши Ай-Абу відійти до Нішапуру. після цього хорезмшах сам підкорив Насу.
У 1165 році війська Іл-Арслана зайняли Діхістан, поваливши еміра Айбека, що втік до Ай-Аби. У 1167 році війська хорезмшаха вдерлися до Хорасану, на який претендував також Іракський султанат. Фактичний правитель останнього Шамс ад-Дін Ільдегіз з військом підійшов до Бістама, де відбулася битва з Іл-Арсланом. Хоча битва не виявила переможця, втім хорезмшаху вдалося захопити міста Бейхак, Себзевар, Нішапур, а емір Ай-Аба визнав зверхність хорезмшаха.
У 1167 році здійснено спробув захопити північну Персію (сподіваючись на союз з Інанджі, еміром Рея). У битві при місті Саве завдано поразки військам на чолі із султаномАрслан-шахом. Після цього захоплено міста Казвін, Абхар і Занджан. Іл-Арслан залишив своїм намісником в підкореній областиі Інанча, повернувшись до Хорезму. Але у 1168 році Інанча було повалено прихильником султана. В свою чергу Іл-Арслан вдерся до Персії, проте у битві при Реї війська зазнав поразки.

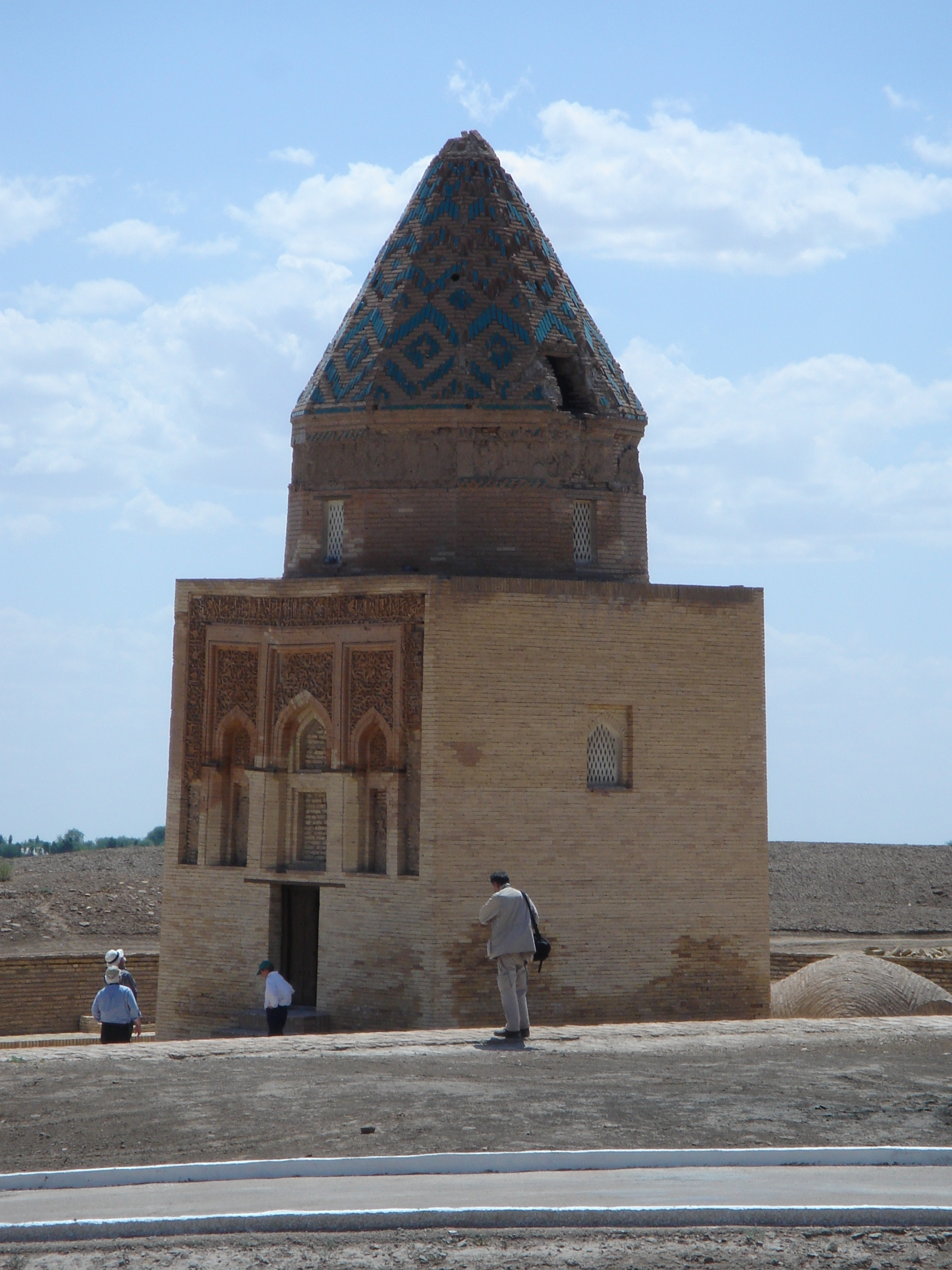
Мавзолей Іл-Арслана. м. Кенеургенч

 З 1170 року починаються постійні війни з кара-китаями. У 1171 році останні вдерлися у межі Хорезму. Оскільки Іл-Арслан був вже хворий, він відправив військо на чолі із Айяр-беком, але той зазнав поразки, потрапивши у полон. Втім супротивник не зміг рухатися га Гургендж, оскільки Іл-Арслан наказав відкрити греблі. Після цього хорезмшах повернувся до Гургенджа, де помер 1172 року. після його смерті сини Текіш та Султан-шах розпочали боротьбу за владу.